# Бальмеровский декремент

Часть спектра атома водорода, видимая в оптическом диапазоне: линии

Бальмеровский декремент — взаимное отношение интенсивностей эмиссионных линий серии Бальмера. Для областей H II и планетарных туманностей он практически не зависит от их температуры, плотности и оптической толщины, и для линий {\displaystyle H_{\alpha },~H_{\beta },~H_{\gamma },~H_{\delta }} составляет 2,86 : 1 : 0,47 : 0,26, но для других объектов может сильно отличаться. Бальмеровский декремент может использоваться для оценки межзвёздного поглощения, которое влияет на наблюдаемый объект.

## Физика явления
Бальмеровский декремент определяется в первую очередь населённостью энергетических уровней атомов водорода, а также условиями выхода из среды фотонов. В планетарных туманностях и областях H II водород ионизован в основном за счёт взаимодействия с фотонами, поэтому заселение энергетических уровней определяется только механизмом рекомбинации. Поэтому бальмеровский декремент в них практически не зависит от температуры газа, плотности вещества и его оптической толщины — в этом случае он иногда называется небулярным декрементом.
В других объектах, в которых газ ионизуется другими процессами — например, космическими лучами, рентгеновским излучением или ударами электронов — бальмеровский декремент спадает сильно быстрее и зависит от температуры. Также бальмеровский декремент значительно отличается для сред, непрозрачных в линиях серии Бальмера. Такие явления имеют место, например, в остатках сверхновых звёзд или в активных ядрах галактик.

## Значения
Обычно за единицу принимают интенсивность линии {\displaystyle H_{\beta }} с длиной волны 4861 ангстрем. В таблице приведены значения бальмеровского декремента для различных условий: I — в туманностях, ионизованных излучением, прозрачных в линиях серии Лаймана; II — в туманностях, ионизованных излучением, непрозрачных в линиях серии Лаймана; III — в туманностях, ионизованных ударами электронов и непрозрачных в линиях серии Лаймана.
| Линия                            | Энергетические уровни | Длина волны (Å) | Значение в условиях: | Значение в условиях: | Значение в условиях: |
| Линия                            | Энергетические уровни | Длина волны (Å) | I                    | II                   | III                  |
| -------------------------------- | --------------------- | --------------- | -------------------- | -------------------- | -------------------- |
| {\displaystyle H_{\alpha }}      | 3 → 2                 | 6563            | 2,86                 | 2,87                 | 4,66                 |
| {\displaystyle H_{\beta }}       | 4 → 2                 | 4861            | 1                    | 1                    | 1                    |
| {\displaystyle H_{\gamma }}      | 5 → 2                 | 4320            | 0,470                | 0,466                | 0,42                 |
| {\displaystyle H_{\delta }}      | 6 → 2                 | 4102            | 0,262                | 0,256                | 0,22                 |
| {\displaystyle H_{\varepsilon }} | 7 → 2                 | 3970            | 0,159                | 0,158                | 0,14                 |

## Использование
Бальмеровский декремент, наблюдаемый в какой-либо туманности, искажается межзвёздным покраснением: излучение более коротких волн поглощается сильнее, поэтому бальмеровский декремент становится более крутым. Таким образом, сравнивая наблюдаемый бальмеровский декремент с теоретическим, можно определять величину межзвёздного поглощения.